# 佐伯日菜子
佐伯日菜子（1977年2月16日—），日本女演员，出生于奈良县。

## 經歷
- 1994年 以電影每天都是暑假（日语：毎日が夏休み）（金子修介導演）一片發跡
- 1994年 第18回日本奧斯卡的最佳新人
- 1998年 以七夜怪談劇中的山村貞子角色走红
- 2002年 與日本足球員奧大介結婚，育有兩女
- 2013年 與日本足球員奧大介離婚

## 連續劇
- 1997年：《千面女郎》
- 1997年：《那些日子以來》
- 1998年：《空中情緣》
- 2000年：《另一個天堂》
- 2000年：亞洲電視《我和殭屍有個約會II》 飾 藤原貞子
- 2014年：《牙狼 - MAKAINOHANA》
- 2015年：《超人力霸王X》第3話 - 間伏涼子

## 電影作品
- 1994年，《毎日が夏休み》，飾 林海寺スギナ
  - 第18回 山路ふみこ賞 新人女優賞
  - 第16回 横濱国際映画祭 最優秀新人賞
  - 第20回 大阪映画祭 新人賞
  - 第18回 日本電影金像獎 新人賞
- 1998年，《午夜凶铃2：复活之路》（在台灣上映片名《七夜怪談》），飾 山村貞子
- 2000年，《蛇女》，飾 矢野文(主演)
- 2001年，《ギプス》，飾 長谷川環(主演)
- 2001年，《人間の屑》，飾 ミオ
- 2001年，《ゴジラ・モスラ・キングギドラ　大怪獣総攻撃》，飾 (特別出演)
- 2005年，《約束》，飾 広瀬愛美(主演)
- 2006年，《ハミングライフ》，飾 後藤理絵子
  - 第19回 東京国際映画祭 特別招待作品

## CD
- 2000年4月21日發行，DEBUT SINGLE 『冷たい月を抱く女～蒼い記憶のグノス』
- 2001年2月1日，『タッチ～CROSS ROAD風のゆくえ』